# Roussel de Bailleul
Roussel de Bailleul (sau Roscelin ori Roskelin de Baieul), denumit și Phrangopoulos, a fost un aventurier normand (sau un exilat) care a călătorit prin Imperiul Bizantin, angajat ca soldat și conducător al mercenarilor sub împăratul Roman Diogenes al IV-lea. E posibil ca el să fi fost franc, dar în orice caz s-a alăturat normanzilor din Mediterana, unde apare în 1063 alături de Roger de Hauteville în Bătălia de la Cerami din Sicilia, unde o mare armată de musulmani arabi a fost înfrântă.
De Bailleul a fost prezent și la bătălia de la Manzikert din 1071, unde a refuzat să participe la luptă, ceea ce a provocat o grea înfrângere a bizantinilor. În ciuda acestui comportament, el a fost ținut în serviciul imperial, și a fost trimis din nou în Asia Mică cu o forță de cavalerie grea de 3.000 de franco-normanzi. Acolo Roussel a cucerit câteva teritorii din Galatia și le-a declarat stat independent, în 1073, el fiind conducătorul. Și-a stabilit capitala la Ankara. A fost înfrânt de Caesarul Ioan Ducas și adus la Chrysopolis, în apropiere de Constantinopol.
În 1077, este eliberat din închisoare. În același an este executat de bizantini.

## Bibligrafie
- Norwich, John Julius. The Normans in the South, 1016–1130. London: Longmans, 1967.
- Gravett, Christopher, and Nicolle, David. The Normans: Warrior Knights and their Castles. Oxford: Osprey Publishing, 2006.